# 岩手産業文化センター
岩手産業文化センター（いわてさんぎょうぶんかセンター）は、岩手県滝沢市（設立時は岩手郡滝沢村）に位置する展示場。1985年に開館。1992年4月に会議場棟のオープンに伴いアピオという愛称がつけられ、2021年10月1日よりネーミングライツ制度の利用でツガワ未来館アピオ（APIO）に変更された。
東日本大震災発生後の2011年（平成23年）3月14日から12月末まで岩手県の所管課の要請により救援物資物流拠点として使用された。

## 概要
- 催事場
  - アリーナ：床面積3,600 m2[2]。収容定員は8000人（1階6,000人、2階2,000人）である[2]。
  - 付属展示場：面積2,805 m2[2]
  - 屋外展示場
    - 第1屋外展示場：面積3.1ha[2]
    - 第2屋外展示場：面積8ha[2]
- 会議場
  - 1階会議室：第1会議室 - 第6会議室（第3会議室 - 第5会議室は一体での利用が可能）[2]
  - 2階会議室：第7会議室 - 第10会議室及び特別室[2]
- 駐車場
  - 第1駐車場：約1,100台、第2駐車場：約1,400台、中央広場：約100台[2]

## 交通
- IGRいわて銀河鉄道線滝沢駅下車、徒歩約40分。
- 盛岡駅東口2番のりばより岩手県北バス「B12」で、「産業文化センター（アピオ）」バス停下車。
- 東北自動車道滝沢IC下車、国道4号を二戸・青森方面へ進み約3分（当センターからの取付道路はトランペット型インターチェンジにより国道4号へ直結）。

※（第一・第二を合わせ）2,500台収容可能な無料駐車場が用意されているが、催事によっては一部駐車区画がイベント参加団体関係車両用駐車場&野外催事区画へ転用されるため一般来場客の駐車可能区画が限られ（2,500台より少なくなり）周辺道路が渋滞するケースも多い事から、（特にコンサート・ライブなどの）大規模イベント開催時は（その主催者が）公共交通機関を利用しての来場を呼びかける場合も多い（盛岡・滝沢両駅-当センター相互間における臨時バス運行、及びIGR線盛岡-滝沢間における臨時列車運行が実施される場合あり）。

## 周辺環境
- 盛岡大学（短期大学部併設）
- 岩手県立大学
- 岩手県立盛岡農業高等学校
- 滝沢市立滝沢第二小学校
- 滝沢市立滝沢東小学校
- 滝沢市立一本木小学校
- 滝沢市立滝沢第二中学校
- 滝沢市立一本木中学校
- 滝沢市立柳沢小中学校
- 滝沢駅前郵便局
- 陸上自衛隊岩手駐屯地
- 日本アイソトープ協会滝沢研究所
- 国道4号
- 国道282号
- 岩手県道16号盛岡環状線
- 岩手県道278号鵜飼安達巣子線
- 東北自動車道
  - 滝沢インターチェンジ
- 岩手県交通巣子車庫
- 岩手県警察機動隊訓練場
- 盛岡西警察署巣子交番・一本木駐在所
- 滝沢消防署滝沢北出張所（盛岡地区消防本部管内）
- 岩手県運転免許試験場
- STモータースクール北校（滝沢本校）
- 国立岩手山青少年交流の家
- 岩手山
- 滝沢市森林公園&野鳥観察の森「ネイチャーセンター」
- 岩手県鳥獣保護センター
- 岩手県家畜保健衛生研究所
- 滝沢市東部体育館
- 滝沢市役所東部出張所
- 馬ッコパークいわて
- 東北農業研究センター
- 四十四田ダム
  - 北上川
- 岩手県立博物館
- 東北新幹線
- IGRいわて銀河鉄道線
  - 滝沢駅
  - 巣子駅